# Política de Indonesia

## Gobierno
Indonesia es una república presidencialista. El sistema federal de Indonesia ha sido abolido y el país se ha convertido en una república unitaria.
Tres constituciones provisionales definieron la forma del gobierno de Indonesia. La primera fue proclamada en 1945; la segunda fue promulgada en febrero de 1950 y la tercera fue aprobada, en agosto de 1950, por la Cámara de Representantes. En 1959 se restableció la Constitución de 1945 mediante un decreto presidencial.

## Poder ejecutivo
Según la Constitución de 1945, el principal poder ejecutivo de Indonesia es el presidente, elegido por un plazo de cinco años por el voto popular. Anteriormente era designado por un cuerpo nacional denominado la Asamblea Consultiva del Pueblo, que realiza parte de las funciones parlamentarias del país. 
El presidente, que puede ser elegido durante varios periodos, tiene un amplio poder y puede gobernar por decreto; también nombra y preside el gabinete de ministros.

## Poder legislativo

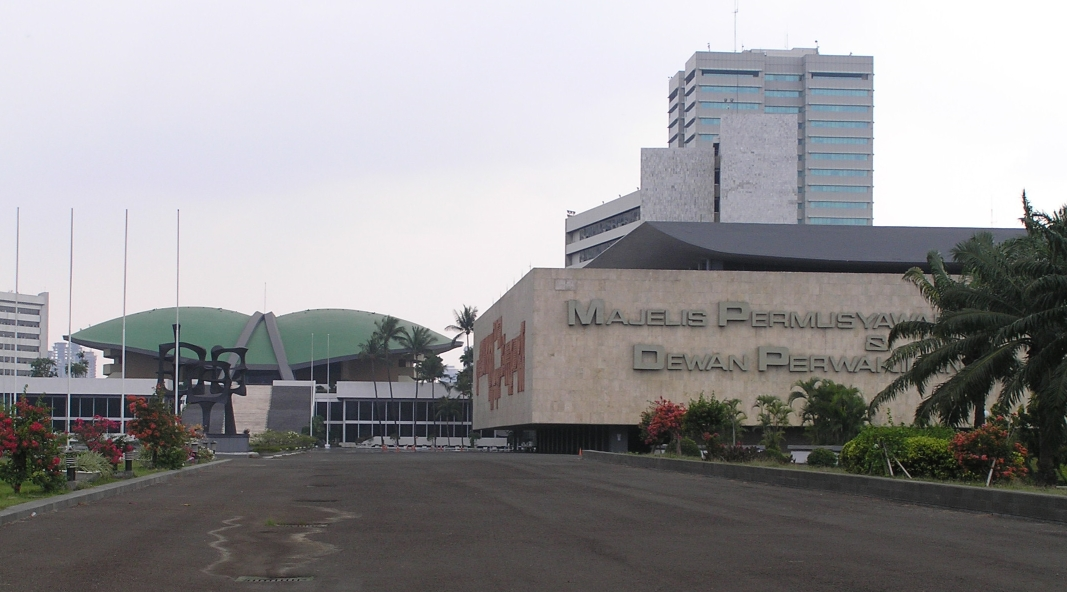
En esta foto se puede ver el complejo de edificios legislativos en Senayan, Yakarta.

El poder legislativo en Indonesia reside en el Consejo de Representantes, que debe aprobar todas las leyes y tiene derecho a presentar proyectos de ley para que sean ratificados por el presidente. El Consejo está formado por 400 miembros directamente elegidos y 100 nombrados. La Asamblea Consultiva del Pueblo está compuesta por los miembros del Consejo y 500 miembros más que son delegados regionales y representantes de grupos profesionales (como campesinos, hombres de negocios, intelectuales y mujeres). Las principales funciones de la Asamblea son determinar las líneas generales de la política del gobierno y del Estado. La Constitución requiere que la Asamblea se reúna al menos cada cinco años y que el Consejo se convoque una vez al año.

## Poder judicial
Los casos criminales y civiles se juzgan en tribunales de distrito distribuidos por toda Indonesia. Las apelaciones se realizan ante los tribunales supremos ubicados en las 14 ciudades más importantes; el tribunal de apelación final es el Tribunal Supremo, que tiene su sede en Yakarta. Las leyes del Código Penal se aplican en toda Indonesia, en los casos de jurisdicción civil, sin embargo, los indonesios son juzgados según una ley consuetudinaria no codificada (Ley de Adat), mientras que los occidentales y asiáticos de origen o antepasados extranjeros están sujetos a un sistema basado en los códigos civiles continentales europeos.

## Gobierno local
Cada una de las 33 provincias y distritos está administrada por un gobernador y por cuerpos administrativos y legislativos locales.

## Partidos políticos
Indonesia tiene tres partidos políticos importantes. El de mayor entidad es Golongan Karja (GORKA, Grupos Funcionales, fundado en 1964), una alianza de organismos que representan a los trabajadores, campesinos, la juventud y otros grupos económicos. Otras agrupaciones son el Partido de la Unidad para el Desarrollo (1973), que tiene una fuerte orientación musulmana, y el pequeño Partido Democrático de Indonesia (1973), una coalición de grupos cristianos y nacionalistas.

## El Ministerio de Salud
El nombre oficial del ministerio encargado de la salud y los servicios sociales en Indonesia es Kementerian Kesehatan Republik Indonesia (Ministerio de Salud de la República de Indonesia), es un ministerio del gobierno que organiza los asuntos de salud pública dentro del gobierno de Indonesia. El Ministerio de Salud tiene 9 direcciones, 5 asesores especiales y 8 centros. Las direcciones son: Despacho del Viceministro de Salud, Secretaría General de Salud Pública, Dirección General de Prevención y Control de Enfermedades, Dirección General de Servicio de Salud, Dirección General de Farmacia y Desarrollo de Productos Sanitarios. Este ministerio fue formado el 19 de agosto de 1945 y es responsable de los asuntos de salud pública en Indonesia.

## El ministerio servicios sociales
El Ministerio de Servicios Sociales de Indonesia (en indonesio: Kementerian Sosial) es un ministerio del gobierno que organiza y supervisar los asuntos internos en Indonesia para ayudar al presidente a implementar la gobernanza estatal en el sector social El Ministerio de Servicios Sociales tiene 5 direcciones generales y 2 centros. El ministerio es dirigido por un ministro social que desde el 23 de diciembre de 2020 ha sido ocupado por Tri Rismaharini.

## Fuerzas armadas de Indonesia
Las Fuerzas Armadas de Indonesia se unificaron en 1967 y se sometieron al control del ministro de Seguridad y Defensa. Desde entonces la institución militar ha ejercido una autoridad decisiva. El Ejército del país, la Armada y las Fuerzas Aéreas cuentan con un total de 274.500 personas.